# Al-Rawda (Tartús)
Ar-Rawda o Rauda (en árabe: الروضة‎ al-Rawda) es una pequeña ciudad en el noroeste de Siria, administrativamente parte de la gobernación de Tartús. Está situado a lo largo de la costa mediterránea y justo al oeste de las montañas costeras de Siria entre Tartús (al sur) y Baniás (al norte). Según la Oficina Central de Estadísticas de Siria (CBS), al-Rawda tenía una población de 3.131 en el censo de 2004. Es el centro administrativo del subdistrito de Rawda (nahiyah) que constaba de nueve localidades con una población colectiva de 11.688. Sus habitantes son predominantemente cristianos, de varias denominaciones. Es conocida internacionalmente por su producción de shanklish.